# Ladislav Troják
Ladislav Troják, slovaški hokejist, * 15. junij 1914, Košice, Slovaška, † 8. november 1948, Rokavski preliv. 
Troják je igral za kluba HK Košice in LTC Praha v češkoslovaški ligi in za češkoslovaško reprezentanco, s katero je nastopil na dveh olimpijskih igrah, kjer je bil dobitnik ene srebrne medalje, ter treh Svetovnih prvenstvih, kjer je bil dobitnik po ene zlate in bronaste medalje. Kot prvi slovaški hokejist je osvojil naslov svetovnega hokejskega prvaka. 
Umrl je v letalski nesreči, ko je letalo s češkoslovaško reprezentanco strmoglavilo v angleški kanal med letom iz Pariza v London. 
Leta 2002 je bil sprejet v Slovaški hokejski hram slavnih, leta 2004 v Češki hokejski hram slavnih, leta 2011 pa v Mednarodni hokejski hram slavnih.